# Clematis patens 'Docteur Ruppel'

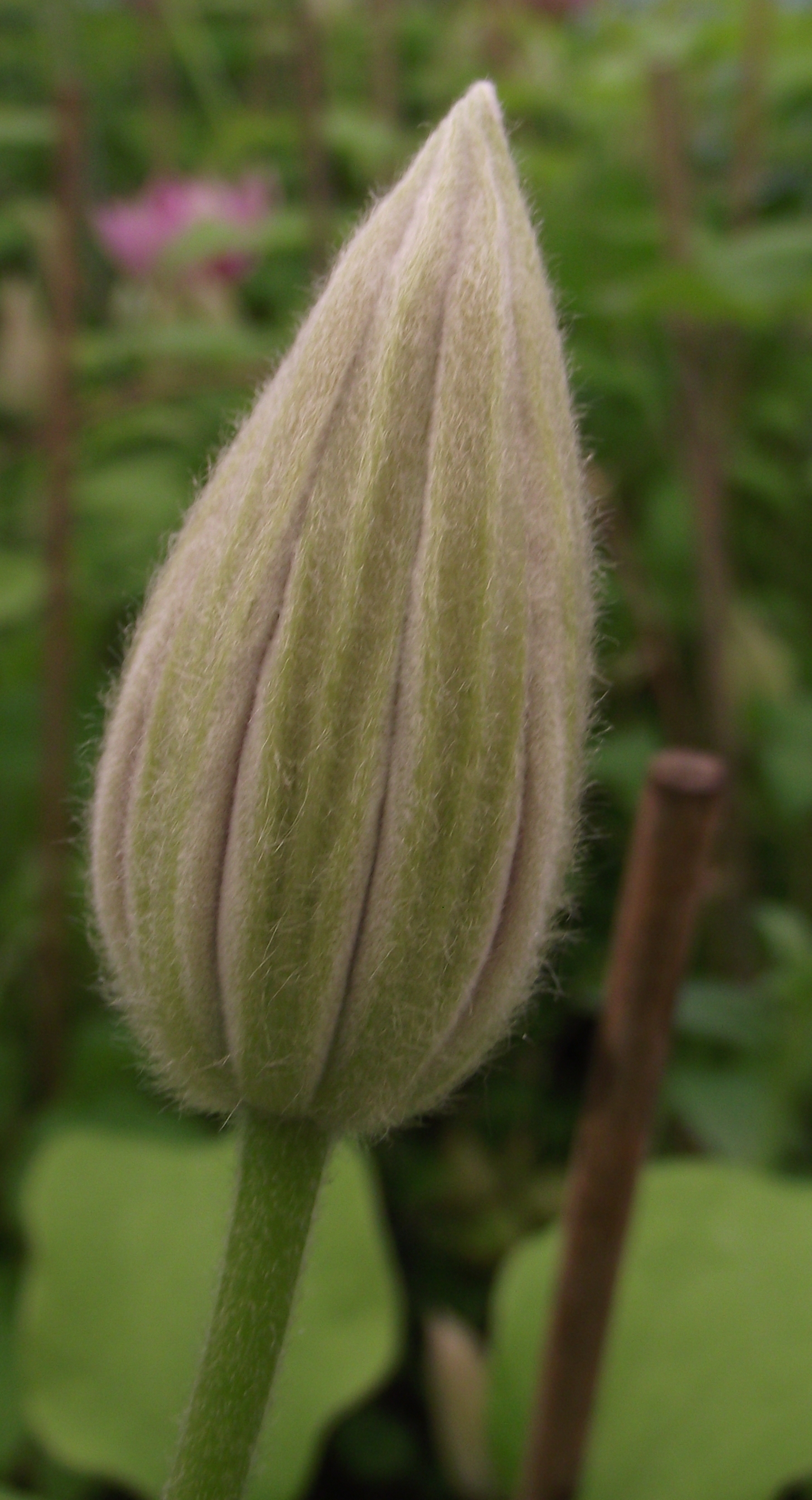
Bouton floral de 'Docteur Ruppel'

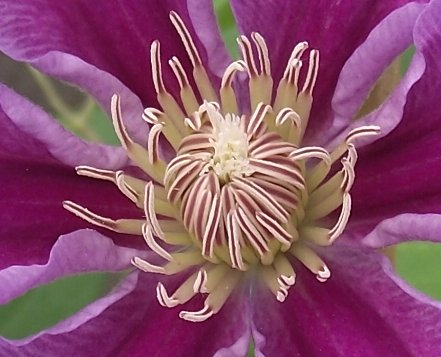
Étamines et stigmates de 'Docteur Ruppel'

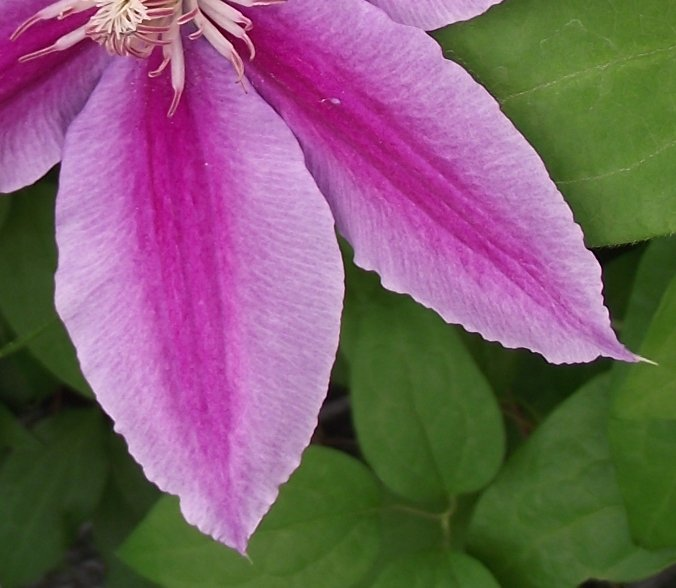
Sépale de 'Docteur Ruppel'

Cultivar
La clématite 'Docteur Ruppel' est un cultivar de clématite obtenu par le Docteur Ruppel en 1975. Ce cultivar de clématite a été introduit en Europe en 1975 par Jim Fisk qui la reçut  directement du Docteur Ruppel de ses pépinières situées en Argentine. Elle apparait pour la première fois au catalogue de Jim Fisk en 1977.

## Description
Cette clématite fait partie du groupe 2, elle dispose donc de deux floraisons par an : une printanière sur le bois de l'année précédente et une deuxième automnale sur la pousse  de l'année.

### Feuilles
Les feuilles caduques de cette clématite sont parfois simples et parfois alternes trilobées. Dès l'arrivée des premiers froids les feuilles prennent une couleur dorée. Ce cultivar peut être légèrement irritant.

### Fleurs
La clématite patens 'Docteur Ruppel' dispose d'une grande fleur bicolore, rose clair à l’extérieur puis rose foncé sur la nervure centrale des sépales, elle peut atteindre 20 cm. Les fleurs apparaissent au travers de bourgeons axillaires. Sur la floraison printanière la fleur peut être semi-double est posséder 4 à 5 sépales de plus que sur la floraison de l'automne.

#### Sépales
Le sépale de la clématite 'Docteur Ruppel' mesure entre 8 et 12 cm de long. Elliptique et lancéolé le sépale est légèrement ondulée sur le bord. En général la fleur possède entre 6 et 9 sépales, sur la floraison du printemps, jusqu'à 12.

#### Étamines et stigmates
'Docteur Ruppel' possède des étamines de couleur blanc pur  et des stigmates jaune d'or.

#### Parfum
Cette clématite n'a pas de parfum.

## Distribution
Cette clématite est distribuée par la plupart des pépinières produisant des clématites. Elle est très utilisée dans les jardins en Europe du fait de sa couleur très lumineuse.

## Protection
'Docteur Ruppel' n'est pas protégé pour la multiplication, ce qui en fait un des cultivars les plus distribués au monde.

## Culture

### Plantation
La clématite 'Docteur Ruppel' s'épanouit très bien en pot ou en pleine terre. Elle doit être plantée dans un mélange drainant, fertile et léger. Les racines préfèrent  un sol frais et ombragé.

### Croissance
À taille adulte cette clématite s'élance entre 2,50 et 3 mètres en gardant un feuillage assez dense.

### Floraison
'Docteur Ruppel' fleurit deux fois par an sur le bois de l'année précédente au printemps elle dispose d'une floraison entre mai et juin parfois semi-double. À l'automne la floraison se produit au mois de septembre, voire octobre selon les climats. Elle fait partie du groupe 2.

### Utilisations
'Docteur Ruppel' est parfait pour les pergolas, treillis, tonnelles et clôtures. Elle peut aussi grimper sur des supports naturels tels que les feuillus, des conifères et des arbustes. Elle peut également être utilisée en couvre-sol. Sa tige rigide en fait une clématite particulièrement adaptée à la culture pour fleurs coupées.

### Taille
La clématite 'Docteur Ruppel' a besoin d'une taille annuelle, souvent au mois de mars mais à toute période de repos végétatif. Elle demande une taille légère, c'est-à-dire une taille de 30 cm sur un tiers des branches.

### Résistance
Cette clématite résiste à des températures jusqu'à moins 20 degrés Celsius.

### Maladies et ravageurs
La clématite 'Docteur Ruppel' est sensible à l'excès d'eau ce qui pourrai provoquer une pourriture du collet de la plante et ainsi la mort de la clématite. elle peut également souffrir d'apoplexie due à un champignon appelé Ascochyta clematidina, provoquant un flétrissement brutal des feuilles. Pour combattre ce champignon la terre doit être remplacée sur 20 cm et l'excès d'eau doit être proscrit.
Les limaces peuvent également s'attaquer à cette clématite et notamment aux jeunes pousses du printemps.

## Récompenses
'Docteur Ruppel' a obtenu en 1993 le RHS Award of Garden Merit décerné par la Royal Horticultural Society en Angleterre.